# شهرستان سانتا کروز (کالیفرنیا)
شهرستان سنتا کروز (به انگلیسی: Santa Cruz County) نام یک شهرستان در ایالت کالیفرنیا در آمریکا است.
بخشداری آن سانتا کروز می‌باشد.